# Rauleswor
Rauleswor (nepalski: रौलेश्वर) – gaun wikas samiti w zachodniej części Nepalu w strefie Mahakali w dystrykcie Baitadi. Według nepalskiego spisu powszechnego z 2011 roku liczył on 793 gospodarstwa domowe i 4040 mieszkańców (2240 kobiet i 1800 mężczyzn).